# Брацюк Микола Захарович
Микола Захарович Брацюк (* 1909 — † 22 листопада 1943) — Герой Радянського Союзу (1944, посмертно).

## Біографія
Народився в 1909 року у селі Хрінівка Іллінецького району. Українець. Член КПРС із 1931 р. Працював помічником машиніста парового котла на Скоморошківському цукровому заводі, потім переїхав на Далекий Схід.
У Радянській Армії з 1928 р. Закінчив Полтавське військово-політичне училище (1938 р.).
Учасник боїв з японськими імперіалістами на озері Хасан. З 1941 року — слухач Військової академії ім. М. В. Фрунзе.
Учасник німецько-радянської війни з 1942 р. Боровся на Брянському, Центральному фронтах. Загинув у бою 22 листопада 1943 року у селі Суботіно на Орловщині, де і похований у братській могилі.
За зразкове виконання бойових завдань командування на фронті боротьби з німецько-фашистськими загарбниками і виявлені при цьому відвагу і геройство Указом Президії Верховної Ради СРСР від 15 січня 1944 року командирові 305-го танкового батальйону 106-ї танкової бригади 6-го гвардійського танкового корпуса гвардії майорові Брацюку Миколі Захаровичу посмертно присвоєно звання Героя Радянського Союзу.